# سرخ و شبدر
«سرخ و شبدر» (به انگلیسی: Crimson and Clover) ترانه‌ای از گروه راک تامی جیمز اند د شاندلز است که در سال ۱۹۶۸ میلادی منتشر شد. این قطعه توسط تامی جیمز و پیتر لوشا جونیور (درامر گروه) و با هدف تغییر در صدا و سبک آهنگسازی تامی جیمز اند د شاندلز نوشته شد.
«سرخ و شبدر» اولین بار در اواخر سال ۱۹۶۸ میلادی-در حالی که هنوز میکس نهایی نشده بود-به بیرون درز کرد و از یک ایستگاه رادیویی پخش شد. این ترانه به مدت ۸ هفته در جدول‌های پرفروش‌های ایالات متحده باقی ماند و پرفروش‌ترین ترانهٔ آمریکا و چند کشور دیگر هم شد. «سرخ و شبدر» در نهایت با فروش ۵ میلیون نسخه به پرفروش‌ترین اثر گروه تامی جیمز اند د شاندلز تبدیل شد.
بعداً هنرمندان دیگری همچون پرینس و جون جت این قطعه را بازخوانی کردند. در سال ۲۰۰۶ پیچفورک مدیا «سرخ و شبدر» را به‌عنوان ۵۷اُمین ترانهٔ برتر دههٔ ۱۹۶۰ میلادی برگزید.